# Người mẹ tồi của tôi
Người mẹ tồi của tôi (tiếng Hàn: 나쁜엄마) là một bộ phim truyền hình Hàn Quốc đang diễn ra với sự tham gia của Ra Mi-ran, Lee Do-hyun và Ahn Eun-jin. Phim được công chiếu lần đầu trên JTBC vào ngày 26 tháng 4 năm 2023 và phát sóng vào Thứ Tư và Thứ Năm hàng tuần lúc 22:30 (KST). Bộ phim cũng có sẵn để phát trực tuyến trên Netflix ở một số khu vực được chọn.

## Diễn biến bộ phim
Young-Soon (thủ vai bởi Ra Mi-Ran) là một bà mẹ đơn thân và điều hành một trang trại lợn. Cô một mình nuôi dạy cậu con trai Kang-Ho. Young-Soon tự biến mình thành một người mẹ tồi và nghiêm khắc với Kang-Ho vì cô không muốn anh trở nên giống mình.
Giờ đây, Kang-Ho (thủ vai bởi Lee Do-Hyun) đã trưởng thành. Anh ấy làm việc như một công tố viên và có một tính cách lạnh lùng. Trong khi theo đuổi sự nghiệp và nắm giữ bí mật của riêng mình, anh đã từ chối mẹ Young-Soon của mình. Một ngày nọ, Kang-Ho gặp một tai nạn bất ngờ và trở nên như một đứa trẻ. Anh trở về quê hương và bắt đầu cuộc sống mới với người mẹ tồi tệ Young-Soon. Trong khi đó, Mi-Joo (thủ vai bởi Ahn Eun-Jin) là bạn thời thơ ấu của Kang-Ho. Cô ấy có một trái tim ấm áp và là kiểu người không thể tránh khỏi sự bất công. Cô gặp lại Kang-Ho, người đã trở nên như một đứa trẻ, và cuộc sống của cô thay đổi.

## Diễn viên

### Chính
- Ra Mi-ran trong vai Jin Young-soon: một bà mẹ đơn thân điều hành một trang trại lợn, và đã sống một cuộc đời ngoan cường để bảo vệ đứa con của mình.[2]
- Lee Do-hyun trong vai Choi Kang-ho: Con trai của Young-soon, làm công tố viên và có tính cách lạnh lùng. Anh ta bị mất trí nhớ trong một tai nạn bất ngờ và trở lại như một đứa trẻ.
- Kim Kang-hoon trong vai Choi Kang-ho lúc trẻ
- Ahn Eun-jin trong vai Lee Mi-joo: một thợ làm móng là bạn cũ và cũng là bạn gái cũ của Kang-ho.
- Yoo In-soo trong vai Bang Sam-shik: kẻ gây rối trong làng. Anh ấy đã yêu Mi-joo từ khi còn nhỏ.

### Trục Tội Phạm
- Choi Moo-sung trong vai Song Woo-byeok: Giám đốc điều hành của Tập đoàn Woobyeok.
- Jung Woong-in vai Oh Tae-soo: cựu công tố viên và thành viên Quốc hội.
- Hong Bi-ra vai Oh Ha-yeong: Con gái duy nhất của Tae-soo và là hôn thê của Kang-ho.
- Choi Soon-jin vai Quản lý So: Người hầu của Woo-byeok.
- Park Cheon vai Trợ lý Giám đốc Cha: Người hầu của Woo-byeok.

### Người dân trong ấp Jowoo
- Kim Won-hae trong vai trưởng làng.
- Park Bo Kyung trong vai vợ trưởng thôn.
- Kang Mal-geum trong vai bà Jung: Mẹ của Mi-joo.
- Seo Yi-sook trong vai bà Park: Mẹ của Sam-sik, người cùng chồng điều hành một nhà máy.
- Jang Won-young trong vai ông Bang: Cha của Sam-sik và là chủ nhà máy.
- Lee Sang-hoon trong vai ông Yang: Ông tham gia vào nhiều lĩnh vực ở Jowoo-ri, chẳng hạn như chủ nhà máy bia, tiên hoa pháp sư, bất động sản và chủ nhà trọ.
- Park Da-on trong vai Seo-jin: Hai đứa con sinh đôi của Mi-joo và những người bạn mới của Kang-ho.
- Ki So-yu trong vai Ye-jin: Hai đứa con sinh đôi của Mi-joo và những người bạn mới của Kang-ho.
- Baek Hyun-jin trong vai "trotback": một nhà soạn nhạc lập dị với tham vọng xây dựng một phòng hòa nhạc quy mô lớn tại quê hương mình

### Diễn viên phụ
- Josh Newton trong vai Andrea: một người nước ngoài làm việc bán thời gian tại các trang trại.
- Không rõ vai Seon-yeong: Đối tác làm móng của Mi-joo.
- Seo Dong Hyun
- Kim Seon-bin: Bạn cùng lớp của Kang-ho tại Viện Nghiên cứu và Đào tạo Tư pháp.
- Choi Soon-jin trong vai So Ji-seok: Đồng phạm của Woo-byeok.
- Jo Young-gyu
- Kim Ji Woong

### Xuất hiện đặc biệt
- Cho Jin-woong trong vai Choi Hae-sik, chồng của Young-soon quá cố

## Tỉ suất người xem
| Mùa | Mùa | Số tập | Số tập | Số tập | Số tập | Số tập | Số tập | Số tập | Số tập | Số tập | Số tập | Số tập | Số tập | Số tập | Số tập | Trung bình |
| Mùa | Mùa | 1      | 2      | 3      | 4      | 5      | 6      | 7      | 8      | 9      | 10     | 11     | 12     | 13     | 14     | Trung bình |
| --- | --- | ------ | ------ | ------ | ------ | ------ | ------ | ------ | ------ | ------ | ------ | ------ | ------ | ------ | ------ | ---------- |
|     | 1   | 779    | 934    | 1156   | TBD    | TBD    | TBD    | TBD    | TBD    | TBD    | TBD    | TBD    | TBD    | TBD    | TBD    | TBD        |

| Số tập | Ngày phát sóng đầu tiên | Tỷ lệ người xem trung bình (Nielsen Hàn Quốc) | Tỷ lệ người xem trung bình (Nielsen Hàn Quốc) |
| Số tập | Ngày phát sóng đầu tiên | Nationwide                                    | Seoul                                         |
| --- | ----------------------- | --------------------------------------------- | --------------------------------------------- |
| 1 | 26 tháng 4, 2023        | 3.588% (3rd)                                  | 4.166% (1st)                                  |
| 2 | 27 tháng 4, 2023        | 4.310% (4th)                                  | 4.836% (3rd)                                  |
| 3 | 3 tháng 5, 2023         | 5.706% (1st)                                  | 6.428% (1st)                                  |
| 4 | 4 tháng 5, 2023         | 7.0%                                          | 7.6%                                          |
| 5 | 10 tháng 5, 2023        | 6.7%                                          | 6.7%                                          |
| 6 | 11 tháng 5, 2023        | 7.7%                                          | 8.1%                                          |
| 7 | 17 tháng 5, 2023        | 7.5%                                          | 8.2%                                          |
| 8 | 18 tháng 5, 2023        | 8.4%                                          | 9.5%                                          |
| 9 | 24 tháng 5, 2023        | 9.4%                                          | 9.6%                                          |
| 10 | 25 tháng 5, 2023        | 10.0% (1st)                                   | 10.5% (1st)                                   |
| 11 | 31 tháng 5, 2023        |                                               |                                               |
| 12 | 1 tháng 6, 2023         |                                               |                                               |
| 13 | 7 tháng 6, 2023         |                                               |                                               |
| 14 | 8 tháng 6, 2023         |                                               |                                               |
| Trung bình |                         |                                               |                                               |
| - Trong bảng trên, các số màu xanh biểu thị xếp hạng thấp nhất và các số màu đỏ biểu thị xếp hạng cao nhất. - Loạt phim này được phát sóng trên kênh truyền hình cáp/truyền hình trả tiền thường có lượng khán giả tương đối nhỏ hơn so với truyền hình miễn phí/đài truyền hình công cộng (KBS, SBS, MBC và EBS). |                         |                                               |                                               |